# Zygodon dixonii
Zygodon dixonii är en bladmossart som beskrevs av Sim 1926. Zygodon dixonii ingår i släktet ärgmossor, och familjen Orthotrichaceae. Inga underarter finns listade i Catalogue of Life.